# Nicolas Delahaye
Nicolas Delahaye (Cholet (Maine i Loira), 24 d'agost, 1968),
Especialista en el període de la Revolució Francesa i la revolta de la Vendée, la seva obra històrica concerneix més especialment la seva regió: Anjou i Vendée. També és el fundador i administrador de "Vendéens et Chouans", un lloc de notícies sobre les guerres de Vendée creat el 2010.